# ソフトイーサ
ソフトイーサ株式会社（英: SoftEther Corporation）は、茨城県つくば市に本社を置き、ネットワーク通信・セキュリティソフトウェア製品等の開発及び研究ならびに広域イーサネット専用線サービスの提供などの電気通信事業を業務とする、筑波大学発のベンチャー企業である。

## 概要
PacketiX VPN 2.0やPacketiX Desktop VPNなどのソフトウェア製品の開発・販売や、PacketiX.NETなどのVirtual Private Network（VPN）を主体としたネットワークサービスの開発・提供を行っている。また、HardEtherなどの広域イーサネット専用線サービスの提供を2008年12月から開始している。
2003年当時、筑波大学第三学群情報学類1年であった登大遊が、平成15年度IPA未踏ソフトウェア創造事業未踏ユース部門の採択プロジェクトとしてSoftEther 1.0の開発を行ったことが会社の起源である。
2004年4月に登を中心とした筑波大学の学生によって設立された。以後、SoftEther VPN 2.0の名称でSoftEther 1.0の後継となるVPNソフトウェアの研究開発を行い、2005年12月にPacketiX VPN 2.0として製品化した。現在同ソフトウェアは同社の主力製品となっている（PacketiX VPN 2.0の製品版のライセンス数は、2008年11月時点で39,623ライセンスである）。

## 主な拠点
本社
茨城県つくば市天久保二丁目9番地2 リッチモンドビル1階
※2011年6月までは、つくば市吾妻二丁目8番地8つくばシティアビルにあった。
研究開発拠点
茨城県つくば市天王台一丁目1番地1 国立大学法人筑波大学 産学リエゾン共同研究センター ソフトイーサ（株） プロジェクト室
茨城県つくば市吾妻二丁目5番地5 つくば市産業振興センター 2F
通信実験拠点
茨城県つくば市天王台一丁目1番地1 国立大学法人筑波大学 学術情報メディアセンターA棟301 共同実験室
天久保事務所
茨城県つくば市天久保一丁目19番地

## 製品・サービス
PacketiX VPN（ソフトウェア製品）
インターネットなどのTCP/IPネットワーク上にVPNを構築するためのソフトウェアである。イーサネットを仮想化することにより、レイヤ2 VPNを構築できる。また、レイヤ3スイッチを仮想化することにより、レイヤ3 VPNを構築できる。独立行政法人情報処理推進機構（IPA）が主催した平成15年度未踏ソフトウェア創造事業未踏ユース部門のプロジェクトとして開発された成果であるSoftEther 1.0の後継バージョンである。
HardEther（ハードイーサ）専用線サービス
東京都・茨城県・千葉県・埼玉県・神奈川県をサービスエリアとして提供される、電気通信事業法に基づく広域ギガビットイーサネット専用線サービスである。2拠点間で800Mbps保証の高速スループット、低遅延を保証するにもかかわらず、既存の大手通信事業者と比較して数分の1程度の月額料金で利用できる。
PacketiX Desktop VPN（有償オンラインサービス）
ソフトイーサが開発し、日本SGIがサービス化した、Software as a Service（SaaS）型セキュリティサービスである。遠隔にあるコンピュータのデスクトップ画面を簡単・安全に手元のコンピュータ画面のように操作することができる。
PacketiX.NET（無償オンラインサービス）
ソフトイーサの開発したVPNソフトウェアなどの技術を活用した次世代オンラインサービスを実験的に提供する学術目的の非営利のオンラインサービスである。
PacketiX.NET ASP型VPN実験サービス（2006年10月から）およびセキュアインターネット実験サービス（2004年12月から）が提供されている。
MobileFree.jp VPN 実験サービス（無償オンラインサービス）
HTTPS通信しか通さないモバイル回線でもすべてのプロトコルを利用可能にするサービスである。2007年10月から提供されている。
つくばエクスプレス つくば駅前 高画質ライブカメラ ストリーミング配信（無償オンラインサービス）
茨城県つくば市の首都圏新都市鉄道つくばエクスプレス線つくば駅付近の交差点を高解像度で24時間配信するサービスである。内部的にPacketiX VPN 2.0の技術が使用されており、実験目的で常時運用されている。2006年4月から提供されている。

## 産学官連携活動
ソフトイーサは以下のような産学官連携活動を実施している。

### 筑波大学との共同研究
国立大学法人筑波大学と共同で以下の研究を実施している。
- インターネットおよびキャンパス内におけるVPNシステムのセキュリティに関する研究
- 高性能・高品質かつセキュアな仮想ネットワークの実現に関する研究

### 独立行政法人科学技術振興機構との研究
独立行政法人科学技術振興機構（JST） の戦略的創造研究推進事業（CREST）研究領域「情報社会を支える新しい高性能情報処理技術」内の「自律連合型基盤システムの構築」の研究目標の1つである「仮想ネットワークシステムの開発に向けての研究」について、クラスタ計算機上に複雑なIPネットワークトポロジを仮想的に構成するソフトウェアの研究開発に参加している。

### セキュアVM開発プロジェクトへの参加
内閣官房情報セキュリティセンターが推進するセキュア・ジャパン2006計画におけるセキュアVMの開発プロジェクトへ参加している。

## 沿革
- 2003年12月 - 筑波大学第三学群情報学類1年（当時）である登大遊が、平成15年度平成15年度IPA未踏ソフトウェア創造事業未踏ユース部門において開発したVPNソフトウェアSoftEther 1.0のベータ版を公開。
- 2004年
  - 3月 - SoftEther 1.0の完成版を公開。Linux対応。
  - 4月 - ソフトイーサ株式会社が茨城県つくば市にて設立される。新事業創出促進法に基づく確認株式会社として成立。
  - 8月 - SoftEther 1.0の商用版を三菱マテリアルより「SoftEther CA」として発売。
  - 12月 - SoftEther VPN 2.0のBeta 1およびSoftEther VPN User-mode Router 2.0の配布を開始。
- 2005年
  - 2月 - SoftEther VPN User-mode Router 2.0の機能をSecureNATとしてVPN Serverに統合。
  - 6月 - 展示会「NETWORLD + INTEROP TOKYO 2005」の会場内ネットワークShowNetにおいてSoftEther VPN 2.0のBeta版が会場用VPNとして採用され運用される。
  - 9月 - SoftEther VPN 2.0が日本国政府が推進する住民基本台帳カードと連携したユーザー認証に対応。
  - 12月 - PacketiX VPN 2.0を発売。
- 2006年
  - 5月 - 内閣官房情報セキュリティセンターが推進するセキュア・ジャパン2006計画におけるセキュアVMの開発に参加決定（内閣官房情報セキュリティセンターによる報道発表）。
  - 6月 - 開発中のPacketiX VPN 2.0 64ビット版において、世界最高級記録の通信スループット3.1 Gbpsを達成。同実証デモをINTEROP 2006において展示。
  - 7月 - PacketiX VPN 2.0 64-bit Editionを発表。
  - 9月 - PacketiX VPN 2.0 Administration Packを発表。サン・マイクロシステムズによる技術支援を受け、Solaris対応のレイヤ2ローカルブリッジ機能をVPNソフトウェア製品として世界で初めて実用化。
  - 10月 - PacketiX VPN 2.0が独立行政法人情報処理推進機構（IPA） により日本国内で最も優れたソフトウェア製品である旨認定・表彰される（ソフトウェア・プロダクト・オブ・ザ・イヤー 2006 グランプリ受賞）。
  - 12月 - PacketiX VPN 2.0をWindows Vistaに完全対応、無償アップデート提供開始。
- 2007年
  - 1月 - PacketiX Desktop VPNを開発、ベータ1を無償公開。
  - 8月 - PacketiX VPN 2.0 英語版のベータ版を公開。
  - 9月 - PacketiX VPN 2.0に関して、経済産業省より経済産業省大臣表彰を受賞。日本SGIおよびメディアエクスチェンジと提携し、SaaSサービスとしてDesktopVPNを提供開始することを発表。
  - 10月 - 「PacketiX VPN 2.0 英語版」の販売を開始。「MobileFree.jp VPN 実験サービス」を開始。
- 2008年
  - 4月 - 新しい拠点「天久保事務所」を開設。
  - 10月 - "DREAM GATE AWARD 2008 support by HP"（主催: 財団法人ベンチャーエンタープライズセンター）において、WINNER（最優秀賞）を受賞。
  - 11月 - 「HardEther（ハードイーサ）広域ギガビットイーサネット専用線サービス」を記者発表。
  - 12月 - HardEther サービスの提供を開始。